# Togu
Die TOGU GmbH ist ein deutscher Hersteller luftgefüllter Sport- und Therapiegeräte mit Sitz in Prien am Chiemsee. Das Unternehmen war nach Angaben der Industrie- und Handelskammer für München und Oberbayern im Jahr 2007 mit über 100 Mitarbeitern deutscher Marktführer für Spielbälle und luftgefüllte Fitnesskleingeräte.

## Geschichte
Das Unternehmen wurde von den Gebrüdern Toni und Gust Obermaier im Jahre 1956 gegründet. Diesen gelang es zuvor den weltweit ersten Kunststoffball ohne Naht herzustellen. Hierzu wurde das Rotationsgussverfahren angewendet. Durch die fehlende Naht wurde eine typische Schwachstelle vermieden. Seither wird das Verfahren von TOGU auch für weitere Produkte, insbesondere im Sport- und Therapiebereich genutzt.

## Produktbereiche
Von TOGU werden sowohl Spielbälle als auch Bälle und luftgefüllte Trainingsgeräte für den Sport- und Therapiebereich produziert. Durch die Entwicklung des auf PVC basierenden Crylon ist TOGU insbesondere auch für platzsichere Bälle bekannt. Die Produktion findet ausschließlich in Deutschland statt.